# Międzynarodowa Federacja Podnoszenia Ciężarów
Międzynarodowa Federacja Podnoszenia Ciężarów (ang. International Weightlifting Federation – IWF) – organizacja sportowa założona w 1905 roku, mająca za zadanie dbanie o rozwój podnoszenia ciężarów na świecie, organizowanie zawodów, formalizowanie przepisów i precyzowanie zasad. Polski Związek Podnoszenia Ciężarów przystąpił do IWF w 1926 roku.

## Członkowie
IWF liczy 188 członków. Ponadto stowarzyszona jest z pięcioma federacjami kontynentalnymi:
- Federacja Podnoszenia Ciężarów Afryki (Weightlifting Federation of Africa - WFA);
- Azjatycka Federacja Podnoszenia Ciężarów (Asian Weightlifting Federation - AWF);
- Europejska Federacja Podnoszenia Ciężarów (European Weightlifting Federation - EWF);
- Federacja Podnoszenia Ciężarów Oceanii (Oceania Weightlifting Federation - OWF);
- Panamerykańska Konfederacja Podnoszenia Ciężarów (Pan American Weightlifting Confederation - PAWC)[2].